# Хэдли, Стивен
Стивен Джон Хэдли (англ. Stephen John Hadley, род. 13 февраля 1947 года в Толидо, штат Огайо, США) — американский политик.

## Биография
Окончил Корнеллский университет (бакалавр государственного управления, 1969). Степень доктора юриспруденции получил в Школе права Йельского университета (1972).
В 1972—1975 годах служил офицером ВМС США.
В 2001—2005 годах заместитель советника по национальной безопасности президента США.
Занимал должность советника по национальной безопасности президента США Джорджа Буша-младшего с 26 января 2005 по 20 января 2009, когда в администрации новоизбранного президента Обамы его сменил отставной генерал морской пехоты Джеймс Джонс-младший. «Стив является мудрым человеком с правильным суждением. Он завоевал мое доверие», — заявлял президент США Буш-младший при его назначении.
- «В Вашингтоне у меня было правило, что если чему-либо есть только два объяснения — заговор или некомпетентность, то это скорее некомпетентность. Вы будете правы в 90 % случаев»[2].